# Северобайкальская епархия
Северобайка́льская епа́рхия — епархия Русской Православной Церкви, объединяющая приходы в границах города Северобайкальска, а также Северобайкальского, Муйского, Баунтовского, Баргузинского, Курумканского, Еравнинского, Кижингинского, Хоринского районов Бурятии. Входит в состав Бурятской митрополии.
Епархиальный центр — город Северобайкальск. Кафедральный собор — Казанской иконы Божией Матери.

## История
В феврале 2014 года архиепископ Савватий (Антонов) отметил, что в дальнейшем будет создана новая епархия и митрополия: «Нам необходимо развиваться. Наша Бурятия по сравнению с крупными областями запада в разы больше, хотя плотность населения не так велика. В тот же Северобайкальск нужно добираться двое суток на поезде. Возможность внимательного надзора над приходами и забота о людях диктуют появление новых епархий. Я думаю, что митрополия была бы полезна для республики. Верующие нуждаются в тесном контакте с архиереем, духовном окормлении»
Епархия была создана постановлением Священного Синода РПЦ 5 мая 2015 года путём выделения из состава Улан-Удэнской и Бурятской епархии и включена в новообразованную Бурятскую митрополию. Епископом Северобайкальским избран наместник Посольского Спасо-Преображенского монастыря игумен Николай (Кривенко).

## Архиереи
- Николай (Кривенко) (с 12 июля 2015 года)

## Благочиния
По состоянию на октябрь 2022 года епархия разделена на 3 церковных округа:
- Баргузинское благочиние
- Северобайкальское благочиние
- Сосново-Озерское благочиние

## Храмы

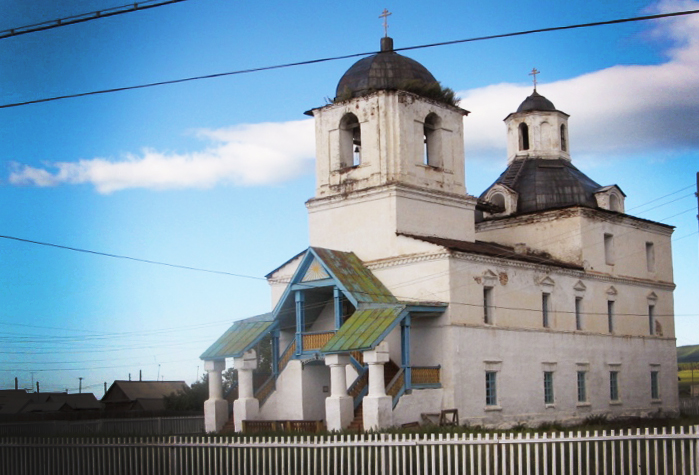
Христорождественская церковь в селе Читкан (1829—1839)
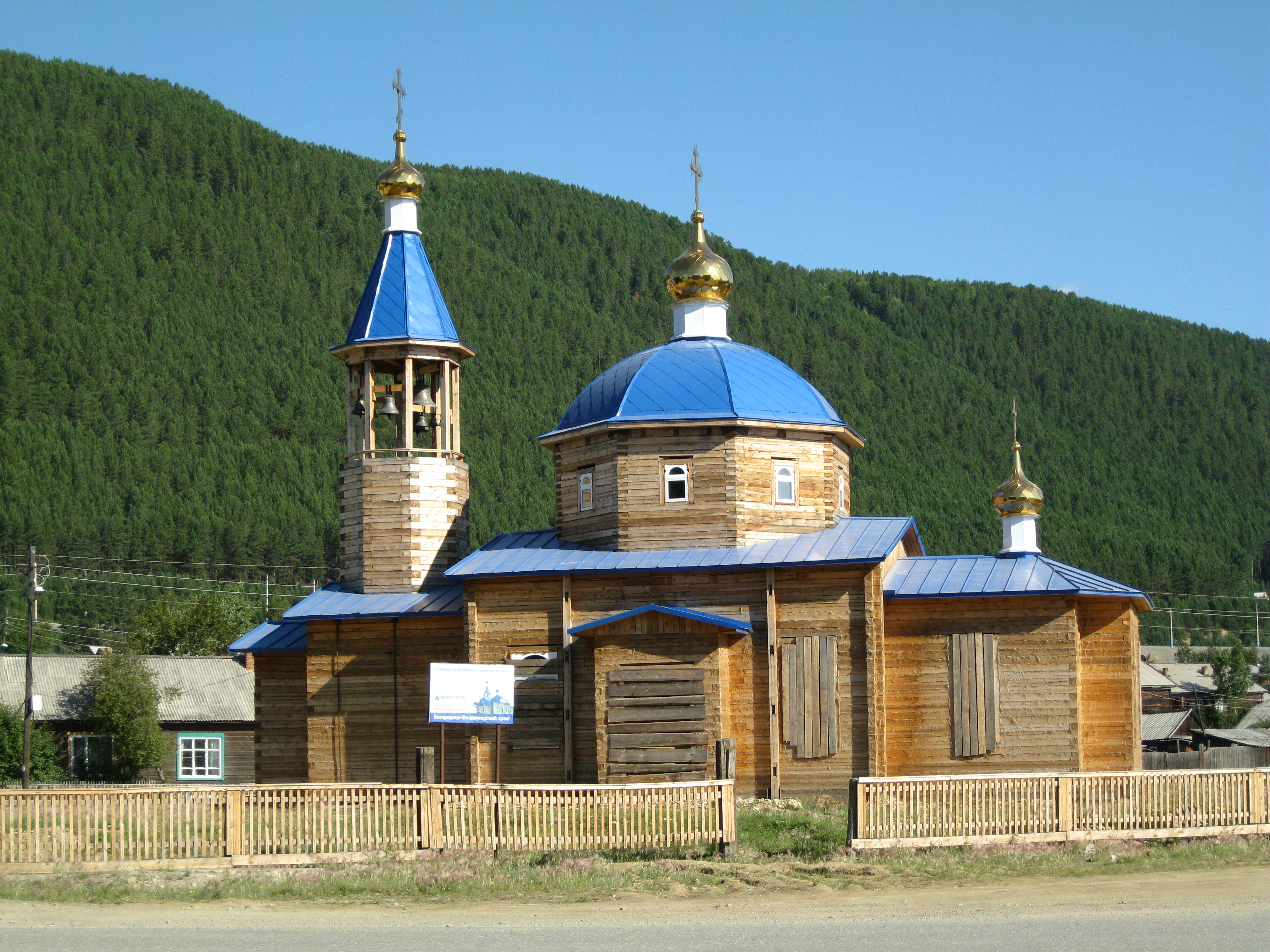
Владимирская церковь в Нижнеангарске